# جیانینا لاتانزیو
جیانینا لاتانزیو (انگلیسی: Giannina Lattanzio؛ زادهٔ ۱۹ مهٔ ۱۹۹۳) بازیکن فوتبال زن اهل اکوادور است.
وی همچنین در تیم ملی فوتبال تیم ملی فوتبال زنان اکوادور بازی کرده‌است.